# Fleur Breteau
Pour les articles homonymes, voir Breteau.
Fleur Breteau, née en 1975 en région parisienne, est une styliste, autrice et activiste française. Elle est fondatrice du collectif Cancer colère.

## Biographie
Fleur Breteau naît en région parisienne en 1975, et grandit entre Paris et Levallois-Perret,. Elle suit des études de lettres et de cinéma. Puis elle s'implique dans la publicité et la communication, en France et à Londres. Elle devient ensuite styliste indépendante, et crée une ligne de prêt-à-porter, « Fleur Breto ». En 2007, elle crée une chaîne de lovestores, qu'elle quitte en 2013. Elle alterne ensuite voyages et écriture. Elle publie en 2017 L'amour, accessoires, qui relate son expérience dans le monde des lovestores,.
Parallèlement, elle milite contre les pesticides au sein de Greenpeace. Elle assiste à une multiplication de cancers dans son milieu familial et amical. Elle est elle-même atteinte en 2020 d'un premier cancer du sein, et d'un deuxième en 2024. Elle entame en janvier 2025 une chimiothérapie au moment où débute au Parlement l'examen de la loi Duplomb, et ulcérée par les arguments des partisans de cette loi, elle fonde le collectif baptisé Cancer colère,, le lendemain de l'adoption de la proposition de loi au Sénat, avec l'objectif de « politiser le cancer en le rendant visible ». Elle pointe les responsabilités de l'agro-industrie et des produits phytosanitaires, et notamment les pesticides dans le développement des cancers. Elle déclare ainsi : « Le cancer est une épidémie dont les causes, notamment l'usage hasardeux des pesticides et les inégalités sociales, sont structurelles et politiques. Le problème, c'est qu'on n'en parle pas ».
Le 8 juillet 2025, lors de l'adoption de la loi à l'Assemblée nationale, elle prend la parole avec véhémence dans l'hémicycle et déclare : « Vous êtes les alliés du cancer, et nous le ferons savoir ! ». Son intervention est très remarquée,,.
Elle vit à Paris.

## Publications
- L'amour, accessoires, Verticales, 2017[14],[3]